# 妮可·安妮斯頓
妮可·安妮斯頓（英語：Nicole Aniston，1987年9月9日—），美國女色情演員。2012年8月成為《閣樓》的閣樓寵物，2013年則成為《閣樓》的年度寵物。
出演過較知名的作品如電影《Thor XXX: An Axel Braun Parody》（2012年）。

## 職業生涯
安妮斯頓於2010年進入成人電影業，在那後她出演超過一百八十五部電影。2011年2月，她做了隆胸手術。在進入成人電影業前，安妮斯頓是名銀行家，並主要從事顧客服務。

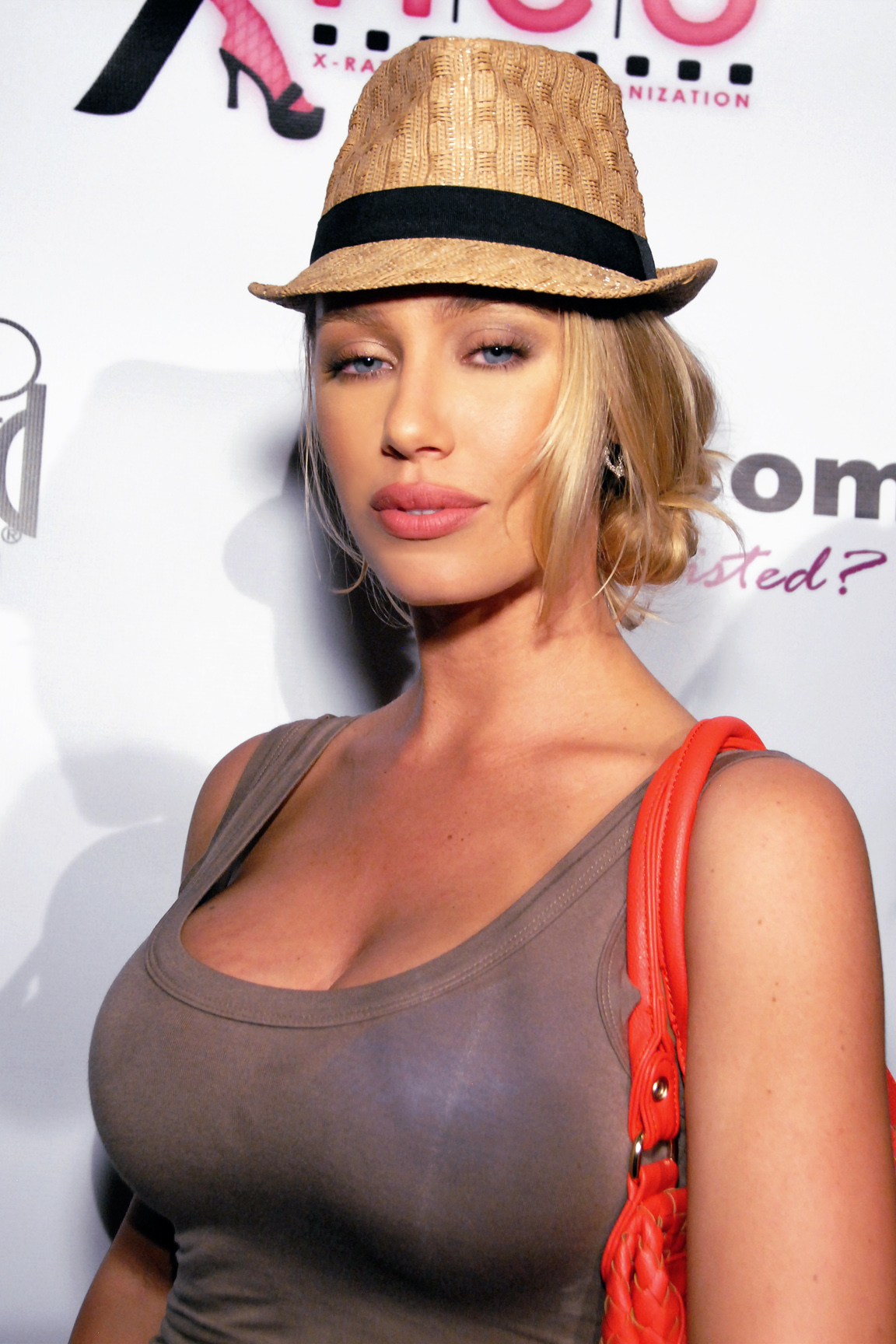
安妮斯頓於2012年

## 外部連結
- 官方网站
- 妮可·安妮斯頓在互联网电影资料库（IMDb）上的資料（英文）
- 妮可·安妮斯頓的X（前Twitter）
- Nicole Aniston在網際網路成人電影資料庫
- 成人電影資料庫上Nicole Aniston的资料（英文）